# Quispamsis
Quispamsis ist eine Stadt im Kings County in der kanadischen Provinz New Brunswick mit 18.245 Einwohnern (Stand: 2016). 2011 betrug die Einwohnerzahl 17.655.

## Geografie
Quispamsis liegt am Ostufer des Kennebecasis River. Im Ort treffen sich die Verbindungsstraßen New Brunswick Route 100 und New Brunswick Route 119. Die New Brunswick Route 1 tangiert den Ort im Osten. Saint John und Hampton befinden sich in einer Entfernung von 20 bzw. 15 Kilometern im Südwesten bzw. Nordosten.

## Geschichte
Ursprünglich war die Gegend von Maliseetindianern bewohnt. Der Name Quispamsis bedeutet in der Sprache der Ureinwohner „Kleiner See“ und bezieht sich auf den in der Nähe gelegenen Ritchie Lake. Um 1783 siedelten sich Akadier und Loyalisten an, die hauptsächlich Landwirtschaft und Fischfang betrieben.
Im Jahr 1998 wurden die Dörfer Gondola Point und Wells eingemeindet. Die Einwohner der dadurch gewachsenen Stadt Quispamsis sind heute in erster Linie im Einzelhandel, Gesundheitswesen und Dienstleistungsgewerbe tätig.

## Söhne und Töchter der Stadt
- Randy Jones, Eishockeyspieler